# 페치와 추가
페치와 추가(fetch-and-add, FAA) CPU 명령은 컴퓨터 과학에서 지정된 값만큼 메모리 위치의 내용을 원자적으로 증가시킨다.
즉, 페치와 추가는 "주소 x의 값을 a만큼 증가시키고(여기서 x는 메모리 위치이고 a는 일부 값임) x에 원래 값을 반환하는" 작업을 수행한다.
따라서 이 작업이 병행 시스템의 한 프로세스에 의해 실행되면 다른 프로세스에서는 중간 결과를 볼 수 없다.
페치와 추가는 뮤텍스 잠금 및 세마포어와 같은 동시성 제어 구조를 구현하는 데 사용할 수 있다.

## 같이 보기
- 비교와 교환
- 읽기-수정-쓰기
- 검사와 지정